# Wright Model A
Wright Model A var ett amerikanskt dubbeldäckat flygplan konstruerat av flygpionjärerna bröderna Wright.
Flygplanet var en vidareutveckling av Flyer I. Piloten och passageraren satt sida vid sida till vänster om motorn på den undre vingen mellan två medar som fungerade som landställ och förstärkning av flygkroppen. Landstället består av två långa trämedar som höjer flygplanet 40 cm från marken. Flygplanet drevs av två skjutande propellrar som fick sin kraft via två kedjor kopplade till en centralt placerad motor. Till höger om motorn sitter kylaren, som är utförd av platta kopparrör. 
Eftersom propellerdiametern var 2,5 meter och propellrarna roterade i motsatt riktning mot varandra tvingades man ordna en synkronisering så att inte propellerbladen greppade i varandra. Rotationsriktningen på ena propellern löstes genom att kedjan korsades. Flygplanet var tillverkat av träläkt som bildade ramprofiler. Mellan hörnen i ramarna spändes stålvajer. Vingarna var byggda runt två vingbalkar förbundna med spryglar som dukkläddes. I flygplanets främre del fanns en canardvinge. Flygplanet saknade stabilisator.
Mellan 1908 och 1912 tillverkas ett okänt antal Flyer IV på licens vid Shorts i England, Flugmaschine Wright-Gesellschaft i Tyskland samt av det franska bolaget Laompagnie Générale de Navigation Aérienne.

## Flyer IV A-1
Flyer IV A-1 tillverkades i sju exemplar och flög första gången 8 augusti 1908 av Wilbur Wright i Le Mans Frankrike. Flygplanet genomförde 133 starter som tillsammans gav en flygtid på 26 timmar och 2 minuter. Den längsta starten var när Wilbur flög 2 timmar 20 minuter där han genomförde en sträckflygning på 123 km. Flygplanet kom att flyga med Wilbur som pilot i Le Mans, Pau och Rom samt med Orville i Berlin.   

## Flyer IV A-2
Flyer IV A-2 tillverkades i ett exemplar och flög första gången 3 september 1908 av Orville Wright vid demonstrationsflygningar för US Army. Orville genomförde 10 starter med en flygtid på 5 timmar 56 minuter. Vid en start 17 september havererade Orville och passageraren löjtnant Thomas Selfridge avlider senare. Orville tillbringade sju veckor på sjukhus. Flygplanet blev totalförstört. 